# 에브리원 세즈 아이 러브 유
《에브리원 세즈 아이 러브 유》(영어: Everyone Says I Love You)는 미국에서 제작된 우디 앨런 감독의 1996년 뮤지컬 로맨틱 코미디 영화이다. 앨런 알다 등이 출연하였고, 로버트 그린헛 등이 제작에 참여하였다.

## 줄거리
스카일러와 홀든은 맨해튼의 상류층 커플이다("Just You, Just Me"). 홀든은 스카일러의 여동생인 DJ에게 값비싼 다이아몬드 약혼반지를 고르는 것을 도와달라고 부탁한다("My Baby Just Cares for Me"). 스카일러는 "책임감 있는" 남자를 원한다("I'm a Dreamer, Aren't We All"). DJ의 재촉에 홀든이 로맨틱한 행동을 취하지만, 스카일러가 DJ가 파르페에 넣어준 반지를 삼키면서 오히려 역효과가 나고, 결국 응급실에 가게 된다("Makin' Whoopee").
이전 결혼에서 얻은 혼합 가정을 둔 진보 성향의 민주당 변호사 밥과 스테피 댄드리지("Looking at You")는 범죄자들을 거리에서 몰아내고 싶어 하는 공화당원 아들 스콧이 있다는 사실에 경악한다. 스테피는 범죄자들을 교화하는 일을 반대한다. 미국시민자유연맹(ACLU)에서 자원봉사하는 스테피("그는 학대받은 아이였고, 한 가지 실수를 저질렀어요.")는 약혼 파티에 자신의 대의명분 중 하나인 찰스를 데려오는데, 찰스는 감옥에서 칼로 찔러 죽인 일화로 손님들을 겁에 질리게 한다. 처음에는 찰스의 공격적인 패스("If I Had You")에 겁먹었지만, 스카일러는 결국 그의 마법에 걸려("전에는 소시오패스에게 키스를 받아본 적이 없어요.") 홀든과 헤어진다.
스테피와 밥은 파리에 사는 신경증적인 전남편 조와 친하게 지내는데, 조는 마약에 중독된 님포매니아 여자친구와 막 헤어진 상태이다("I'm Through with Love"). 스테피는 조에게 더 어울리는 여자를 소개해주고 싶어 하지만, 조는 여전히 스테피에게 마음이 있다.
이탈리아 베네치아에서 아버지 조와 휴가를 보내던 DJ와 그녀의 친구(어머니가 심리학자이신 분)는 고객들의 심리 상담을 벽의 작은 구멍으로 엿듣는다. 미술사학자인 폰은 치료사에게 남편에게 불만을 품고 로맨스를 갈망하며 자신의 환상에 대해 이야기한다고 털어놓는다. DJ는 조에게 폰을 조깅하다가 우연히 만나자고 제안한 후, 조에게 예술, 음악, 여행, 아프리카 데이지, 그리고 급하게 산 파리의 다락방에 관심을 보이는 척하고, 박물관과 콘서트에서 "우연히" 만나도록 하는 방법을 지도한다. 꿈에 그리던 남자를 만났다고 확신한 폰은 ("All My Life") 남편을 버리고 조에게로 향한다.
DJ는 곤돌라 사공에게 반해 대학을 중퇴하고 그와 결혼할 계획을 세운다. 하지만 다음 "사랑의 불꽃"인 컬럼비아 대학교 학생을 만나게 됩니다 ("Cuddle up a Little Closer, Lovey Mine"). 그 후 뉴욕의 래퍼에게 반하고, 마침내 멋진 파리지앵과 사랑에 빠진다.
DJ의 이복자매이자 경쟁심이 강한 레인과 로라는 둘 다 반더모스트가의 수백만 달러 상속자인 지역 청년에게 반해 있지만, 14세 소녀 로라는 반더모스트가 레인에게 빠지자 상심한다("I'm Through with Love").
치매를 앓고 있는 88세 할아버지는 가끔씩 하녀 프레다에게 끌려가는데, DJ는 프레다가 베르히테스가덴에서 히틀러의 하녀였다고 농담을 건다("바이에른 파스타니까 소스가 필요 없지. 이탈리아 파스타에는 소스가 필요해. 이탈리아 사람들은 약했잖아!"). 발 페티시스트인 할아버지의 장례식에서, 예배당의 시신들은 "Enjoy Yourself (It's Late than You Think)"에 맞춰 노래하고 춤을 춘다.
스카일러는 전과자 찰스에게 법학을 공부하라고 권하지만, 다른 계획을 가지고 있다. 스카일러를 자기 패거리와 함께 식료품점 강도 사건에 끌어들이는 것이다. 도주 차량에서 나오게 해 달라고 애원하던 스카일라는 탈출에 성공하고, 결국 할로윈 파티에서 관대한 홀든과 화해한다("치키타 바나나"). 이번에는 홀든이 크래커 잭 상자에 넣어둔 약혼반지를 삼킨다.
스콧은 뇌종양 진단을 받고 수술을 성공적으로 마친다. 그는 즉시 청년 공화당 클럽을 탈퇴하고 좌파적 사상을 옹호하기 시작한다.
"꿈에 그리던 남자"와 모든 환상을 실현한 폰은 더 이상 그 환상을 그리워하지 않는다. 그녀는 조를 떠나 남편에게 돌아간다.
가족은 크리스마스에 파리로 가서 그루초 막스를 주제로 한 새해 파티에 참석한다("스폴딩 대위 만세"). 밥이 감기에 걸리자 스테피는 조와 재회하고 추억을 나누며, 비록 결혼 생활은 실패했지만("사랑은 끝났어"), 여전히 서로에게 감정이 있다는 것을 인정한다. 스테피는 밥을 "진심으로" 사랑하지만, 조와 키스를 나누며 서로를 지지하는 관계의 경계를 받아들인다. 스테피는 조에게 자신을 행복하게 해 줄 사람을 찾으라고 격려한다. DJ가 하포 막스 의상을 입은 댄스 파트너에게 반하는 가운데, 가족들은 "Everyone Says I love You"에 맞춰 춤을 춘다.

## 출연진
- 앨런 알다
- 우디 앨런
- 드루 배리모어
- 루커스 하스
- 골디 혼
- 개비 호프먼
- 너태샤 리온
- 에드워드 노턴
- 내털리 포트먼
- 줄리아 로버츠
- 팀 로스
- 데이비드 오그던 스타이어스
- 이츠하크 펄먼
- 에드워드 히버트
- 패트릭 크랜쇼
- 빌리 크루덥
- 로버트 네퍼
- 스코티 블록
- 아이제이아 휘틀록 주니어
- 크리스티 칼슨 로마노
- 알린 마텔

## 기타 제작진
- 공동 제작: 헬렌 로빈
- 배역: 줄리엣 테일러
- 미술: 산토 로콰스토
- 의상: 제프리 컬런드
- 안무: 그라시엘라 다니엘레